# Küstenwälder Ostafrikas

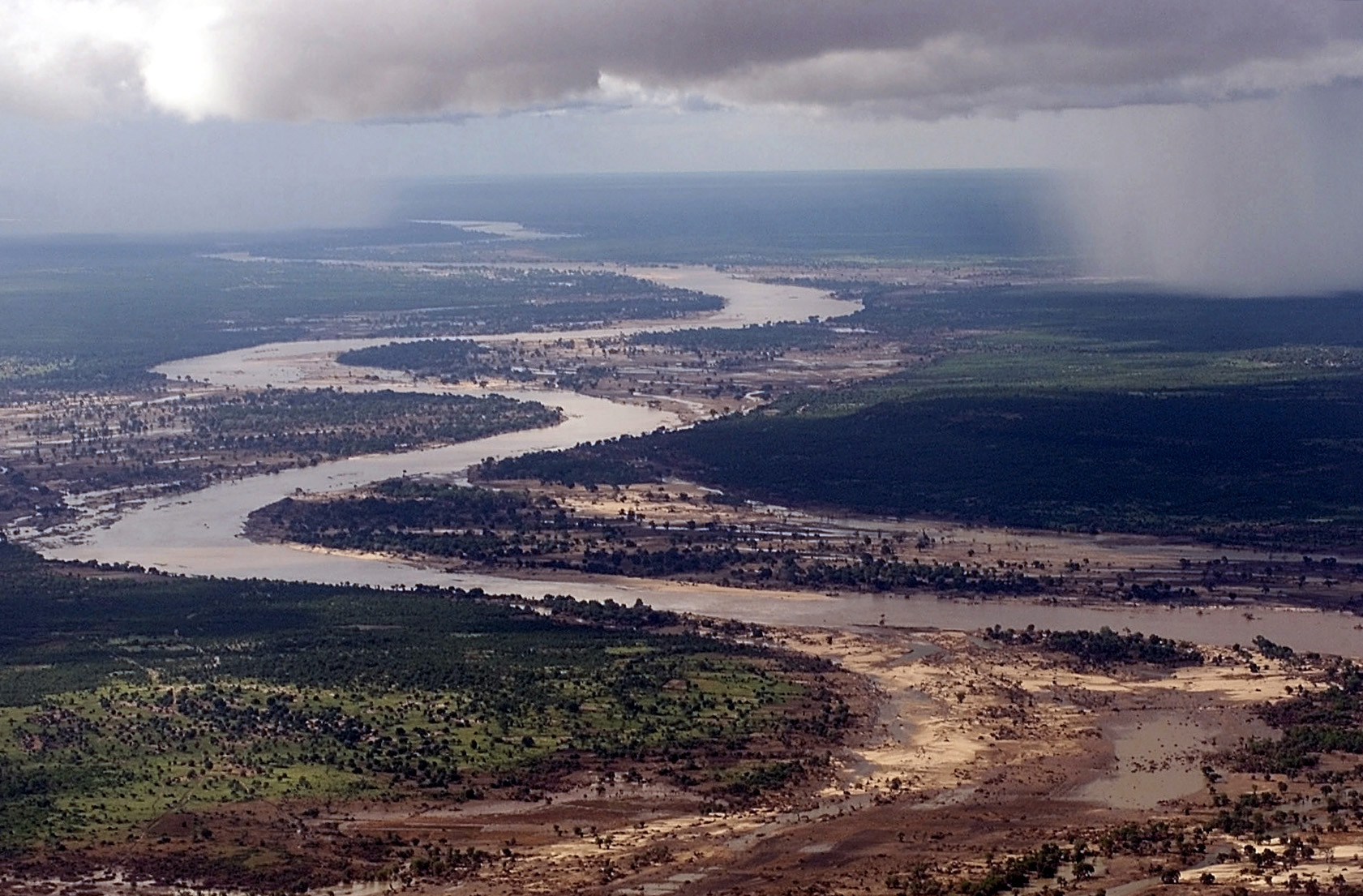
Der Limpopo-Fluss

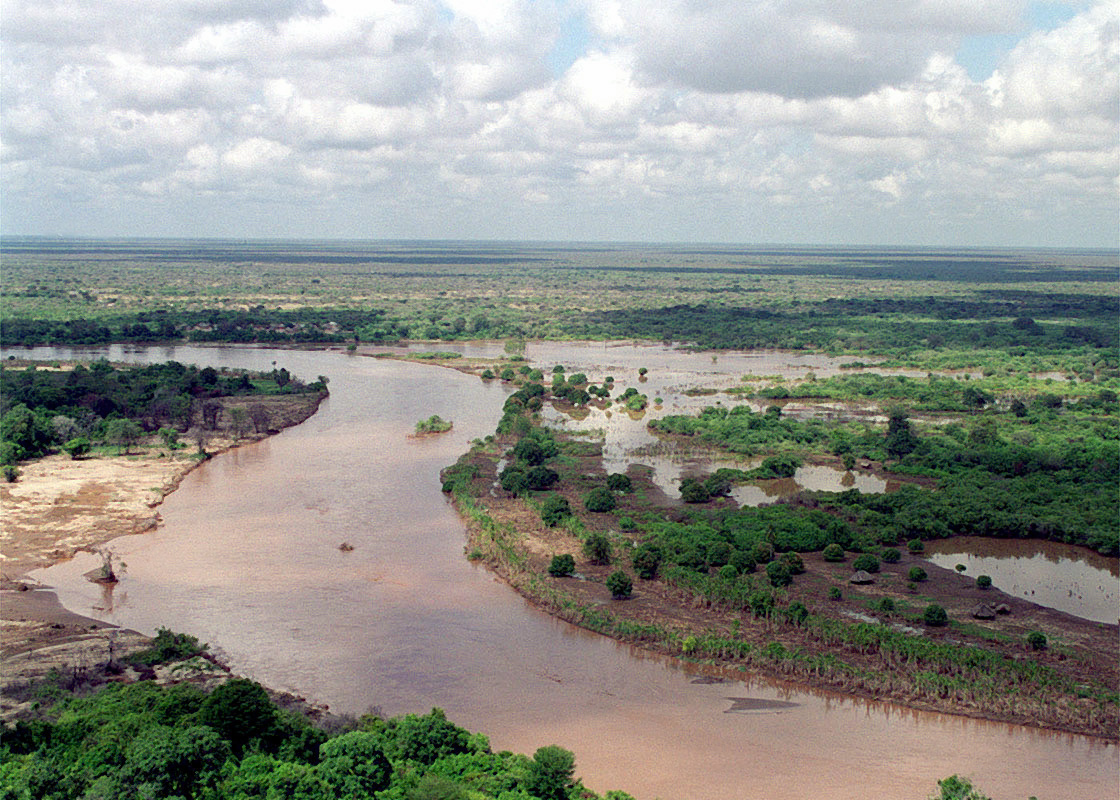
Der Tana 1998

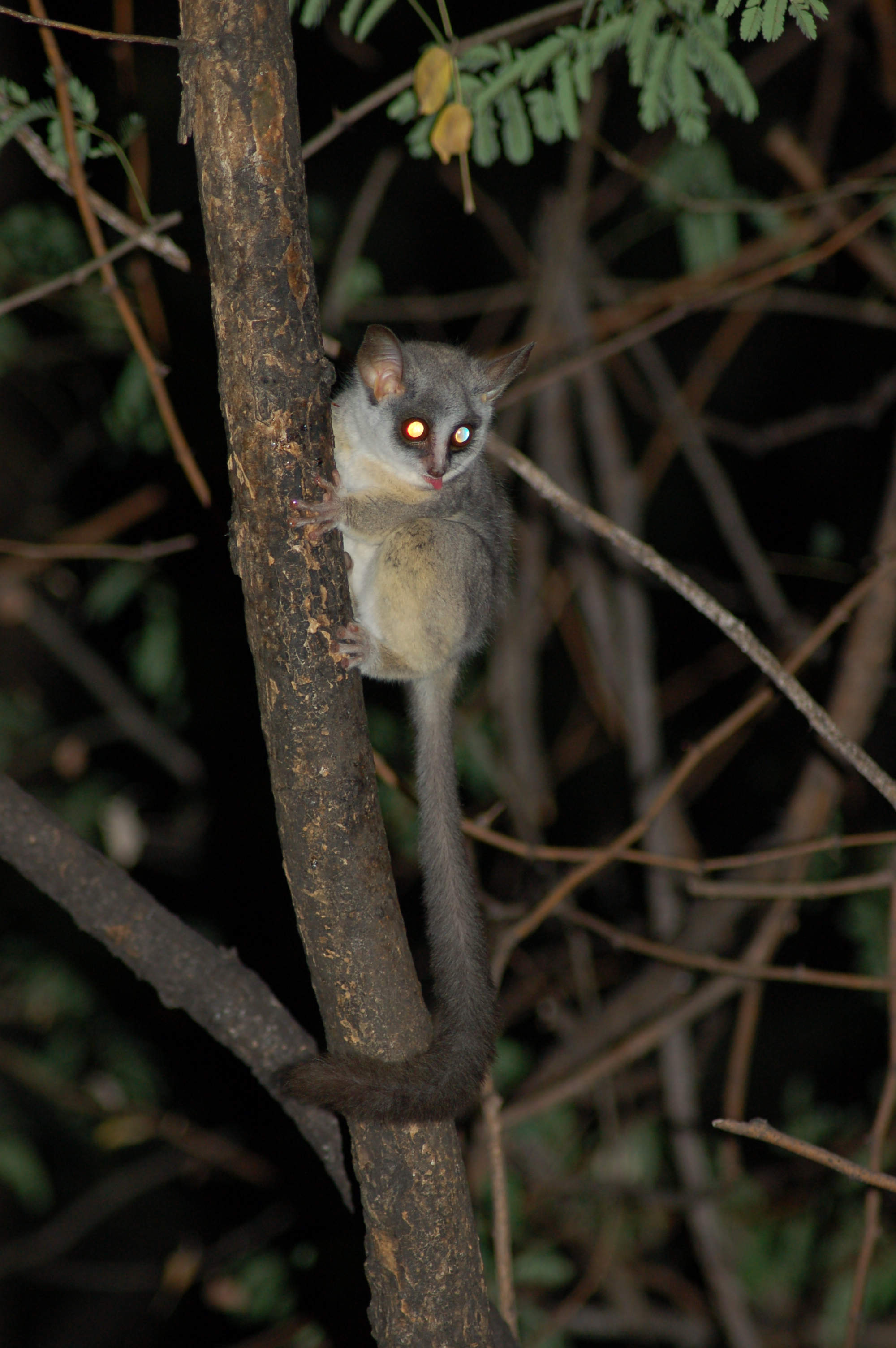
Die Galagos der Küstenwälder sind nachtaktive Baumbewohner

Die Küstenwälder Ostafrikas  (Coastal Forests of Eastern Africa) sind eine biogeographische Region und einer der Biodiversitäts-Hotspots auf dem afrikanischen Kontinent. Die Wälder ziehen sich in einem schmalen Band entlang der Küste des Indischen Ozeans von Süd-Somalia im Norden entlang der Küste Kenias und Tansanias zur Mündung des Limpopo-Flusses in Süd-Mosambik.
Der WWF teilt die Region in zwei WWF-Ökoregionen auf:
- Northern Zanzibar-Inhambane coastal forest mosaic, das von Süd-Somalia, entlang der Kenianischen Küste nach Süd-Tansania verläuft und die Inseln Sansibar und Pemba beinhaltet.
- Southern Zanzibar-Inhambane coastal forest mosaic, das sich von Süd-Tansania entlang der Mosambikanischen Küste an bis an die Mündung des Limpopo erstreckt.

## Pflanzen
44 Prozent der Pflanzenarten in den Küstenwäldern Ostafrikas kommen weltweit nur in dieser Region vor und 40 Prozent findet man nur in einem bestimmten Gebiet in den Wäldern (forest-patch). Es liegt ein sehr kleinräumiger Endemismus in den Küstenwäldern Ostafrikas vor: Gebiete, die nur 100 km voneinander entfernt liegen, weisen einen Unterschied des Pflanzenbestandes von 80 Prozent auf.

## Tiere
Die Region ist Heimat einer Fülle von Wirbeltieren, wie drei endemische Primatenarten, die hoch gefährdet sind, und zwei endemische Galagos-Arten. Am Tana-Fluss, der durch Zentral-Kenia verläuft leben die zwei hochgradig gefährdeten Primaten-Arten, der Tana-Stummelaffe und die Tana-Mangabe.

Der Pembanektarvogel (engl. Pemba Sunbird) (Cinnyris pembae) ist nach der Insel Pemba vor Tansania benannt und wurde erst 1905 entdeckt. Die IUCN führt den Pembanektarvogel als „Least Concern“. Der Vogel kommt ausschließlich in dieser Ökoregion vor.

## Gefährdung
Eines der Hauptprobleme in der Region ist die Rodung der Wälder für Brennholz um Land für agrarischen Anbau zu gewinnen. Die Expansion der Landwirtschaft ist die größte Gefährdung der Küstenwälder Ostafrikas. Auch bedingt durch die für landwirtschaftliche Nutzung relativ schlechte Bodenqualität und dem generellen Trend eines fortwährenden Bevölkerungswachstums sind die Ökosysteme der Region stark gefährdet.